# Cyrtogramme
Cyrtogramme är ett släkte av fjärilar. Cyrtogramme ingår i familjen Crambidae.

## Dottertaxa tillCyrtogramme, i alfabetisk ordning[1]
- Cyrtogramme albiplaga
- Cyrtogramme auralis
- Cyrtogramme avalona
- Cyrtogramme benesignata
- Cyrtogramme dentilinea
- Cyrtogramme ezoensis
- Cyrtogramme faulalis
- Cyrtogramme fengwhanalis
- Cyrtogramme floralis
- Cyrtogramme formosalis
- Cyrtogramme genuialis
- Cyrtogramme gyralis
- Cyrtogramme icciusalis
- Cyrtogramme interruptalis
- Cyrtogramme latifasciata
- Cyrtogramme melagynalis
- Cyrtogramme miurai
- Cyrtogramme monetalis
- Cyrtogramme nebulosalis
- Cyrtogramme nigralbalis
- Cyrtogramme nymphaeata
- Cyrtogramme orientalis
- Cyrtogramme pacalis
- Cyrtogramme palliolatalis
- Cyrtogramme potamogata
- Cyrtogramme rivulata
- Cyrtogramme rosetta
- Cyrtogramme separatalis
- Cyrtogramme serralinealis
- Cyrtogramme sinicalis
- Cyrtogramme sultschana
- Cyrtogramme sutschana
- Cyrtogramme turbata
- Cyrtogramme umbrata